# مقبرة فايد العسكرية
مقبرة فايد العسكرية هي مقبرة عسكرية ونصب تذكاري في فايد بمحافظة الإسماعيلية، لجنود الكومنولث الذين قُتلوا خلال الحرب العالمية الثانية وأفراد الحامية العسكرية البريطانية وعائلاتهم الذين توفوا في مصر. وهي ضمن خمس مقابر للكومنولث في الإسماعيلية تُشرف عليها هيئة الكومنولث لمقابر الحرب.

## تاريخها
افتُتحت المقبرة في يونيو 1941 باسم المقبرة العسكرية الجديدة بجنيفة، لدفن قتلى الحرب من المستشفيات العسكرية العديدة في المنطقة. وقد خططت السلطات العسكرية لاستخدامها في نهاية المطاف كمقبرة للحامية البريطانية في منطقة القناة، واستخدمت على هذا النحو حتى انسحبت قوات الكومنولث أخيراً من مصر ضمن اتفاقية الجلاء، وكانت آخر عملية دفن بها في 1955.
تحتوي المقبرة على 765 قبراً لجنود الكومنولث الذين قُتلوا في الحرب العالمية الثانية، من بينها 190 جُلبوا من مقبرة القصاصين بعد الحرب، حيث لم يكن من الممكن إجراء صيانة دائمة لها. أما القبور غير العسكرية، فهي لأفراد القوات وعائلاتهم والمنظمات المدنية التابعة للحامية، ويبلغ عددها 616. كما يوجد في المقبرة 440 قبراً عسكرياً لجنسيات أخرى.

## نصب فايد التذكاري
يقف نصب فايد التذكاري في أقصى نهاية مقبرة فايد العسكرية الذي يخلد ذكرى 265 جُندياً من شرق أفريقيا وغرب أفريقيا وأقاليم المفوضية العليا وفلسطين وأقاليم الشرق الأوسط والسودان، الذين خدموا إما في قواتهم الخاصة أو في وحدات الكومنولث، الذين لقوا حتفهم في المناطق غير الخاضعة للعمليات العسكرية في مصر والذين كانت قبورهم في مواقع يستحيل صيانتها دائماً، ولا يمكن نقلها إلى مقابر عسكرية أخرى لأسباب وطنية أو دينية.